# Scombrops
Scombropidae là một họ cá nhỏ, theo truyền thống xếp trong bộ Perciformes. Trong các phiên bản ngày 18-4-2013, 30-7-2014 và 07-7-2017 được Ricardo Betancur-R et al. xếp trong bộ Scombriformes (dù không kiểm tra); nhưng nghiên cứu năm 2015 của Tsunashima et al. cho thấy nó cóquan hệ chị-em với Pempheriformes, và Ghedotti et al. (2018) xếp nó trong bộ Acropomatiformes (= Pempheriformes).
Họ này chỉ có 1 chi với danh pháp Scombrops.

## Các loài
Ba loài cá biển sau đây được công nhận:
- Scombrops boops (Houttuyn, 1782): Loài điển hình. Từ Mozambique và Nam Phi (tới các tỉnh Cape ở đông nam Đại Tây Dương), tại tây bắc Thái Bình Dương từ vùng biển ven Nhật Bản, Hàn Quốc tới biển Hoa Đông - gồm Trung Quốc, Đài Loan.
- Scombrops gilberti (Jordan & Snyder, 1901): Từ miền nam đảo Hokkaido tới vịnh Suruga ở miền đông đảo Honshu.
- Scombrops oculatus (Poey, 1860): Vùng nước nhiệt đới miền tây Đại Tây Dương, như biển Caribe.

Các loài ở vùng biển Nhật Bản, Trung Quốc có tên gọi trong tiếng Nhật là ムツ (mutsu) và trong tiếng Trung là 青鯥 (thanh lục).